# Laverne & Shirley
Laverne & Shirley è una sit-com statunitense nata come spin-off di Happy Days e andata in onda sul canale ABC dal 24 gennaio 1976 al 10 maggio 1983, per otto stagioni e un totale di 178 episodi.
In Italia, la serie è approdata nel 1980 sulle tv locali legate al circuito Radiovideo, come Videovercelli e SPQR.
Dopo essere apparse in alcuni episodi della serie madre, i personaggi di Laverne DeFazio (interpretata da Penny Marshall, futura regista di successo) e Shirley Feeney (Cindy Williams) hanno avuto un loro show che in patria ha avuto un successo anche maggiore di Happy Days, tanto da risultare il programma più visto per molti degli anni in cui è andato in onda.
La storia raccontava la vita di due amiche: la forte Laverne (di origini italiane, con tanto di padre pizzaiolo) e la romantica Shirley, entrambe impiegate nel reparto imbottigliamento della birreria Shotz di Milwaukee.
Nell'appartamento che condividono in un seminterrato passano sia gli amici che i vari fidanzati e, non di rado, personaggi di Happy Days.
Nella sesta stagione le protagoniste e i loro amici si trasferiscono a Burbank, in California. Laverne e Shirley trovano lavoro presso il grande magazzino Bardwell occupandosi di confezioni regalo. Nell'ultima stagione il personaggio di Shirley è presente solo nei primi due episodi. Per il resto della stagione Laverne viveva da sola, trovando lavoro in un'azienda aerospaziale.
La sigla originale Making Our Dreams Come True, cantata da Cyndi Grecco, è stata sostituita nella versione italiana da una canzone con testo inglese cantata da Romina Power ed intitolata appunto Laverne & Shirley.

## Storia
La serie è uno spin-off di Happy Days, poiché i due personaggi principali erano stati introdotti in quella serie come conoscenti di Fonzie (Henry Winkler). Il titolo di lavorazione originale era Laverne DeFazio & Shirley Feeney. I personaggi erano originariamente "due ragazze che escono con i marinai", ma essendo il programma destinato alla fascia protetta, dovettero essere cambiati e addolciti, il che, secondo Cindy Williams, diede allo show più profondità. Ambientata più o meno nello stesso periodo, la serie inizia approssimativamente nel 1958, anno di inizio, e termina nel 1967, anno della sua conclusione. Come per Happy Days, è stata prodotta da Paramount Television, creata da Garry Marshall (insieme a Lowell Ganz e Mark Rothman) e prodotta da Garry Marshall, Edward K. Milkis e Thomas L. Miller della Miller-Boyett Productions.

## Episodi
| Stagione         | Episodi | Prima TV originale | Prima TV Italia |
| ---------------- | ------- | ------------------ | --------------- |
| Prima stagione   | 15      | 1976               | 1980            |
| Seconda stagione | 23      | 1976-1977          | 1980            |
| Terza stagione   | 24      | 1977-1978          | 1980            |
| Quarta stagione  | 24      | 1978-1979          |                 |
| Quinta stagione  | 26      | 1979-1980          |                 |
| Sesta stagione   | 22      | 1980-1981          |                 |
| Settima stagione | 22      | 1981-1982          |                 |
| Ottava stagione  | 22      | 1982-1983          |                 |